# Carlos de Bélgica
Carlos de Bélgica (Bruselas, 10 de octubre de 1903-Ostende, 1 de junio de 1983), era el segundo hijo del rey Alberto I de Bélgica y de la duquesa Isabel Gabriela de Baviera. Hermano menor de Leopoldo III, fue un héroe de la II Guerra Mundial, además de ser príncipe regente de Bélgica entre 1944 y 1950.

## Biografía

### Juventud y primeros años de vida
Fue nombrado conde de Flandes en 1910. Permaneció en Inglaterra durante toda la Primera Guerra Mundial. Residió en el castillo Hackwood,  propiedad de lord Curzon en Hampshire, hasta que se decidieron a internarle en Wixenford, un centro educativo de renombre ubicado en el condado de Berkshire. Desde 1917, ingresó en el Royal Naval College de Osbourne; completó su formación para convertirse en un oficial de la Royal Navy en la academia de Dartmouth y, en 1926, consiguió su título de subteniente tras pasar con buenas calificaciones sus exámenes en Greenwich. 
Esos años de formación británica hicieron del conde de Flandes un notable anglófilo. Siempre fue un anglófilo, lo cual explica su propia posición durante la época de la II Guerra Mundial. 
Finalmente retorno a Bélgica para continuar su formación en la Real Escuela Militar de Bruselas.

### II Guerra Mundial y regencia
Carlos fue arrestado junto con su hermano Leopoldo tras la capitulación del 28 de mayo de 1940. Era conocido como el general Du Boc durante la Segunda Guerra Mundial con el fin de ocultar su identidad por razones de seguridad, en tanto el gobierno en el exilio trató fallidamente de mantener contacto con Carlos, cuya simpatía por los aliados era públicamente conocida. Debido a esta consistente posición, el príncipe fue nombrado regente de Bélgica cuando la ocupación alemana terminó en 1944. El papel de su hermano Leopoldo III, durante la Segunda Guerra Mundial, así el matrimonio de este con Lilian Baels fueron las razones para que impidieran el regreso de Leopoldo al trono, por lo cual el gobierno belga prefirió instalar una «regencia» al mando de Carlos. La regencia estaba dominada por los acontecimientos derivados de la ocupación alemana y la controversia en torno a Leopoldo III. 
Este período tuvo un impacto importante sobre los acontecimientos sucedidos en décadas posteriores pues fueron tomadas importantes decisiones económicas y políticas. Bélgica logró reactivar la economía nacional con la ayuda de Estados Unidos a través del plan Marshall, mientras el sector de la construcción se vio estimulado por las subvenciones del gobierno reparando edificios dañados y construyendo viviendas sociales. El sector financiero fue esterilizado a través de la Operación Gutt por el cual los beneficios obtenidos ilegalmente durante la guerra fueron atacados. Las mujeres obtuvieron el derecho a votar en las elecciones parlamentarias de 1948. Durante el periodo de la regencia se creó el Benelux, Bélgica se convirtió en miembro de la ONU y firmó el tratado de la OTAN. En 1950, la regencia terminó cuando Leopoldo III pudo volver al trono mediante un plebiscito.

### Retiro de la actividad pública y últimos años de vida
El príncipe Carlos se retiró de la vida pública, fijando su residencia en Ostende, Bélgica y participando en actividades artísticas. Fue caballero de la Gran Cruz de la Orden de la Torre y la Espada. El príncipe Carlos de Bélgica murió el 1 de junio de 1983 en Ostende, a los 79 años de edad. Su cuerpo fue sepultado en la Iglesia de Nuestra Señora de Laeken, en Bruselas. 

### Vida privada y posible matrimonio
Se cree que el príncipe Carlos, conde de Flandes, se casó en una ceremonia religiosa en París, Francia, el 14 de septiembre de 1977 con Louise Marie Jacqueline Peyrebrune, matrimonio que siempre ha sido mencionado en todas las ediciones del Almanaque de Gotha.

## Ancestros
|  |                                                                          |  |  |  |  |  |  |  |  |  |  |  |  |  |  |  |
|  | 16. Duque Francisco Federico de Sajonia-Coburgo-Saalfeld                 |  |  |  |  |  |  |  |  |  |  |  |  |  |  |  |
|  |                                                                          |  |  |  |  |  |  |  |  |  |  |  |  |  |  |  |
|  |                                                                          |  |  |  |  |  |  |  |  |  |  |  |  |  |  |  |
|  | 8. Rey Leopoldo I de Bélgica                                             |  |  |  |  |  |  |  |  |  |  |  |  |  |  |  |
|  |                                                                          |  |  |  |  |  |  |  |  |  |  |  |  |  |  |  |
|  |                                                                          |  |  |  |  |  |  |  |  |  |  |  |  |  |  |  |
|  | 17. Princesa Augusta Carolina de Reuss-Ebersdorf                         |  |  |  |  |  |  |  |  |  |  |  |  |  |  |  |
|  |                                                                          |  |  |  |  |  |  |  |  |  |  |  |  |  |  |  |
|  |                                                                          |  |  |  |  |  |  |  |  |  |  |  |  |  |  |  |
|  | 4. Príncipe Felipe, Conde de Flandes                                     |  |  |  |  |  |  |  |  |  |  |  |  |  |  |  |
|  |                                                                          |  |  |  |  |  |  |  |  |  |  |  |  |  |  |  |
|  |                                                                          |  |  |  |  |  |  |  |  |  |  |  |  |  |  |  |
|  | 18. Rey Luis Felipe I de Francia                                         |  |  |  |  |  |  |  |  |  |  |  |  |  |  |  |
|  |                                                                          |  |  |  |  |  |  |  |  |  |  |  |  |  |  |  |
|  |                                                                          |  |  |  |  |  |  |  |  |  |  |  |  |  |  |  |
|  | 9. Princesa Luisa María de Orleans                                       |  |  |  |  |  |  |  |  |  |  |  |  |  |  |  |
|  |                                                                          |  |  |  |  |  |  |  |  |  |  |  |  |  |  |  |
|  |                                                                          |  |  |  |  |  |  |  |  |  |  |  |  |  |  |  |
|  | 19. Princesa María Amalia de Borbón-Dos Sicilias                         |  |  |  |  |  |  |  |  |  |  |  |  |  |  |  |
|  |                                                                          |  |  |  |  |  |  |  |  |  |  |  |  |  |  |  |
|  |                                                                          |  |  |  |  |  |  |  |  |  |  |  |  |  |  |  |
|  | 2. Rey Alberto I de Bélgica                                              |  |  |  |  |  |  |  |  |  |  |  |  |  |  |  |
|  |                                                                          |  |  |  |  |  |  |  |  |  |  |  |  |  |  |  |
|  |                                                                          |  |  |  |  |  |  |  |  |  |  |  |  |  |  |  |
|  | 20. Príncipe Carlos de Hohenzollern-Sigmaringen                          |  |  |  |  |  |  |  |  |  |  |  |  |  |  |  |
|  |                                                                          |  |  |  |  |  |  |  |  |  |  |  |  |  |  |  |
|  |                                                                          |  |  |  |  |  |  |  |  |  |  |  |  |  |  |  |
|  | 10. Príncipe Carlos Antonio de Hohenzollern-Sigmaringen                  |  |  |  |  |  |  |  |  |  |  |  |  |  |  |  |
|  |                                                                          |  |  |  |  |  |  |  |  |  |  |  |  |  |  |  |
|  |                                                                          |  |  |  |  |  |  |  |  |  |  |  |  |  |  |  |
|  | 21. Princesa María Antonieta Murat                                       |  |  |  |  |  |  |  |  |  |  |  |  |  |  |  |
|  |                                                                          |  |  |  |  |  |  |  |  |  |  |  |  |  |  |  |
|  |                                                                          |  |  |  |  |  |  |  |  |  |  |  |  |  |  |  |
|  | 5. Princesa María Luisa de Hohenzollern-Sigmaringen                      |  |  |  |  |  |  |  |  |  |  |  |  |  |  |  |
|  |                                                                          |  |  |  |  |  |  |  |  |  |  |  |  |  |  |  |
|  |                                                                          |  |  |  |  |  |  |  |  |  |  |  |  |  |  |  |
|  | 22. Gran Duque Carlos II de Baden                                        |  |  |  |  |  |  |  |  |  |  |  |  |  |  |  |
|  |                                                                          |  |  |  |  |  |  |  |  |  |  |  |  |  |  |  |
|  |                                                                          |  |  |  |  |  |  |  |  |  |  |  |  |  |  |  |
|  | 11. Princesa Josefina Federica de Baden                                  |  |  |  |  |  |  |  |  |  |  |  |  |  |  |  |
|  |                                                                          |  |  |  |  |  |  |  |  |  |  |  |  |  |  |  |
|  |                                                                          |  |  |  |  |  |  |  |  |  |  |  |  |  |  |  |
|  | 23. Estefanía de Beauharnais, Princesa de Francia                        |  |  |  |  |  |  |  |  |  |  |  |  |  |  |  |
|  |                                                                          |  |  |  |  |  |  |  |  |  |  |  |  |  |  |  |
|  |                                                                          |  |  |  |  |  |  |  |  |  |  |  |  |  |  |  |
|  | 1. Carlos de Bélgica, Conde de Flandes                                   |  |  |  |  |  |  |  |  |  |  |  |  |  |  |  |
|  |                                                                          |  |  |  |  |  |  |  |  |  |  |  |  |  |  |  |
|  |                                                                          |  |  |  |  |  |  |  |  |  |  |  |  |  |  |  |
|  | 24. Duque Pío Augusto en Baviera                                         |  |  |  |  |  |  |  |  |  |  |  |  |  |  |  |
|  |                                                                          |  |  |  |  |  |  |  |  |  |  |  |  |  |  |  |
|  |                                                                          |  |  |  |  |  |  |  |  |  |  |  |  |  |  |  |
|  | 12. Duque Maximiliano José en Baviera                                    |  |  |  |  |  |  |  |  |  |  |  |  |  |  |  |
|  |                                                                          |  |  |  |  |  |  |  |  |  |  |  |  |  |  |  |
|  |                                                                          |  |  |  |  |  |  |  |  |  |  |  |  |  |  |  |
|  | 25. Princesa-Duquesa Amalia Luisa de Arenberg                            |  |  |  |  |  |  |  |  |  |  |  |  |  |  |  |
|  |                                                                          |  |  |  |  |  |  |  |  |  |  |  |  |  |  |  |
|  |                                                                          |  |  |  |  |  |  |  |  |  |  |  |  |  |  |  |
|  | 6. Duque Carlos Teodoro en Baviera                                       |  |  |  |  |  |  |  |  |  |  |  |  |  |  |  |
|  |                                                                          |  |  |  |  |  |  |  |  |  |  |  |  |  |  |  |
|  |                                                                          |  |  |  |  |  |  |  |  |  |  |  |  |  |  |  |
|  | 26. Rey Maximiliano I de Baviera                                         |  |  |  |  |  |  |  |  |  |  |  |  |  |  |  |
|  |                                                                          |  |  |  |  |  |  |  |  |  |  |  |  |  |  |  |
|  |                                                                          |  |  |  |  |  |  |  |  |  |  |  |  |  |  |  |
|  | 13. Princesa Real Ludovica de Baviera                                    |  |  |  |  |  |  |  |  |  |  |  |  |  |  |  |
|  |                                                                          |  |  |  |  |  |  |  |  |  |  |  |  |  |  |  |
|  |                                                                          |  |  |  |  |  |  |  |  |  |  |  |  |  |  |  |
|  | 27. Princesa Carolina de Baden                                           |  |  |  |  |  |  |  |  |  |  |  |  |  |  |  |
|  |                                                                          |  |  |  |  |  |  |  |  |  |  |  |  |  |  |  |
|  |                                                                          |  |  |  |  |  |  |  |  |  |  |  |  |  |  |  |
|  | 3. Duquesa Isabel Gabriela en Baviera                                    |  |  |  |  |  |  |  |  |  |  |  |  |  |  |  |
|  |                                                                          |  |  |  |  |  |  |  |  |  |  |  |  |  |  |  |
|  |                                                                          |  |  |  |  |  |  |  |  |  |  |  |  |  |  |  |
|  | 28. Rey Juan VI de Portugal                                              |  |  |  |  |  |  |  |  |  |  |  |  |  |  |  |
|  |                                                                          |  |  |  |  |  |  |  |  |  |  |  |  |  |  |  |
|  |                                                                          |  |  |  |  |  |  |  |  |  |  |  |  |  |  |  |
|  | 14. Rey Miguel I de Portugal                                             |  |  |  |  |  |  |  |  |  |  |  |  |  |  |  |
|  |                                                                          |  |  |  |  |  |  |  |  |  |  |  |  |  |  |  |
|  |                                                                          |  |  |  |  |  |  |  |  |  |  |  |  |  |  |  |
|  | 29. Infanta Carlota Joaquina de Borbón                                   |  |  |  |  |  |  |  |  |  |  |  |  |  |  |  |
|  |                                                                          |  |  |  |  |  |  |  |  |  |  |  |  |  |  |  |
|  |                                                                          |  |  |  |  |  |  |  |  |  |  |  |  |  |  |  |
|  | 7. Infanta María José de Portugal                                        |  |  |  |  |  |  |  |  |  |  |  |  |  |  |  |
|  |                                                                          |  |  |  |  |  |  |  |  |  |  |  |  |  |  |  |
|  |                                                                          |  |  |  |  |  |  |  |  |  |  |  |  |  |  |  |
|  | 30. Constantino José, Príncipe Heredero de Löwenstein-Wertheim-Rosenberg |  |  |  |  |  |  |  |  |  |  |  |  |  |  |  |
|  |                                                                          |  |  |  |  |  |  |  |  |  |  |  |  |  |  |  |
|  |                                                                          |  |  |  |  |  |  |  |  |  |  |  |  |  |  |  |
|  | 15. Princesa Adelaida de Löwenstein-Wertheim-Rosenberg                   |  |  |  |  |  |  |  |  |  |  |  |  |  |  |  |
|  |                                                                          |  |  |  |  |  |  |  |  |  |  |  |  |  |  |  |
|  |                                                                          |  |  |  |  |  |  |  |  |  |  |  |  |  |  |  |
|  | 31. Princesa María Inés de Hohenlohe-Langenburg                          |  |  |  |  |  |  |  |  |  |  |  |  |  |  |  |
|  |                                                                          |  |  |  |  |  |  |  |  |  |  |  |  |  |  |  |
|  |                                                                          |  |  |  |  |  |  |  |  |  |  |  |  |  |  |  |